# VIA Eden X2
Der VIA Eden X2 ist ein Mikroprozessor der Firma VIA Technologies. Er wurde am 1. März 2011 vorgestellt. Der Prozessor Via Eden X2 wurde wie auch seine Vorgänger hauptsächlich für den industriellen Einsatz entwickelt und OEMs zur Verfügung gestellt. Er wird in meist lüfterlosen sehr kompakten NetTop Boxen von HP und anderen Herstellern eingesetzt.

## Technologie
Die Isaiah-Architektur des Nano ist von VIAs Tochterfirma Centaur Technology komplett neu entwickelt worden. Das Ziel war es, die Rechenleistung des C7 deutlich zu übertreffen, dabei jedoch den Strombedarf so gering wie möglich zu halten. Um den Hardwareherstellern einen einfacheren Wechsel von VIA C7 zum VIA Nano zu schaffen, ist der neue Prozessor zur alten 479-pin Infrastruktur pinkompatibel. Er wird im NanoBGA2 angeboten.

## Modelldaten
- Revision:
- L1-Cache: 64 + 64 KB (Daten + Instruktionen)
- L2-Cache: 1024 KB mit Prozessortakt
- Unterstützung von MMX, SSE, SSE2, SSE3, x86-64, NX-Bit, x86-Virtualisierung, VIA PadLock (SHA, AES, Montgomery Multiplier, RNG)
- VIA PadLock: Hardware-Unterstützung für die AES-Verschlüsselung sowie die Hashing-Algorithmen SHA-1 und SHA-256
- VIA-V4 Busprotokoll mit 133, 200 MHz FSB (533, 800 MHz quadpumped FSB)
- Bauform: NanoBGA2, verwendet Intels 479-pin Infrastruktur, alle Modelle sind ungesockelt und werden direkt aufgelötet
- Betriebsspannung (VCore): 1,050 … 1,825 V[2]
- Verlustleistung (TDP): 5–9,5 W
- Erscheinungsdatum: 1. März 2011
- Fertigungstechnik: 40 nm
- Die-Größe: 66 mm² bei 95 Millionen Transistoren
- Taktraten: 0,8–1,0 GHz
- Modellnummern VIA Eden X2 E-Serie:[3]
  - U4100E: 0,8 GHz mit 5–6 W TDP, 533 MHz FSB
  - U4200E: 1,0 GHz mit 9 W TDP, 800 MHz FSB

## Benchmarks
Der Via Prozessor ist, was seine CPU Mark Leistung angeht, vergleichbar mit der ersten Intel Atom Dualcore Generation. Er liefert die gleiche Single Thread Performance wie ein Intel Atom N570 bei gleichem Strombedarf, schneidet in Summe jedoch leicht schlechter ab, nicht zuletzt sicherlich wegen der geringeren Prozessortaktrate des Via Eden X2.

## Zukunft
Für Ende 2009 strebte VIA eine Umstellung der Strukturbreite von 65 nm auf 45 nm an. Mit diesem Prozessor ist der Schritt geglückt. Es wurden für die kommenden Jahre auch Quadcore-Prozessoren angekündigt.